# ديك براون
ديك براون (بالإنجليزية: Dick Brown) هو لاعب كرة قاعدة أمريكي، ولد في 17 يناير 1935 في شينستون في الولايات المتحدة، وتوفي في 17 أبريل 1970 في بالتيمور في الولايات المتحدة.

## وصلات خارجية
- ديك براون على موقعبيزبول رفرنس.كوم (الدوري الرئيسي) (الإنجليزية)
- ديك براون على موقع مشجعي الرسوم البيانية (الإنجليزية)